# Bewar
Bewar è una suddivisione dell'India, classificata come nagar panchayat, di 21.058 abitanti, situata nel distretto di Mainpuri, nello stato federato dell'Uttar Pradesh. In base al numero di abitanti la città rientra nella classe III (da 20.000 a 49.999 persone).

## Geografia fisica
La città è situata a 27° 13' 51 N e 79° 18' 05 E.

## Società

### Evoluzione demografica
Al censimento del 2001 la popolazione di Bewar assommava a 21.058 persone, delle quali 11.111 maschi e 9.947 femmine. I bambini di età inferiore o uguale ai sei anni assommavano a 3.423, dei quali 1.800 maschi e 1.623 femmine. Infine, coloro che erano in grado di saper almeno leggere e scrivere erano 13.891, dei quali 7.877 maschi e 6.014 femmine.